# 萬字炭山站

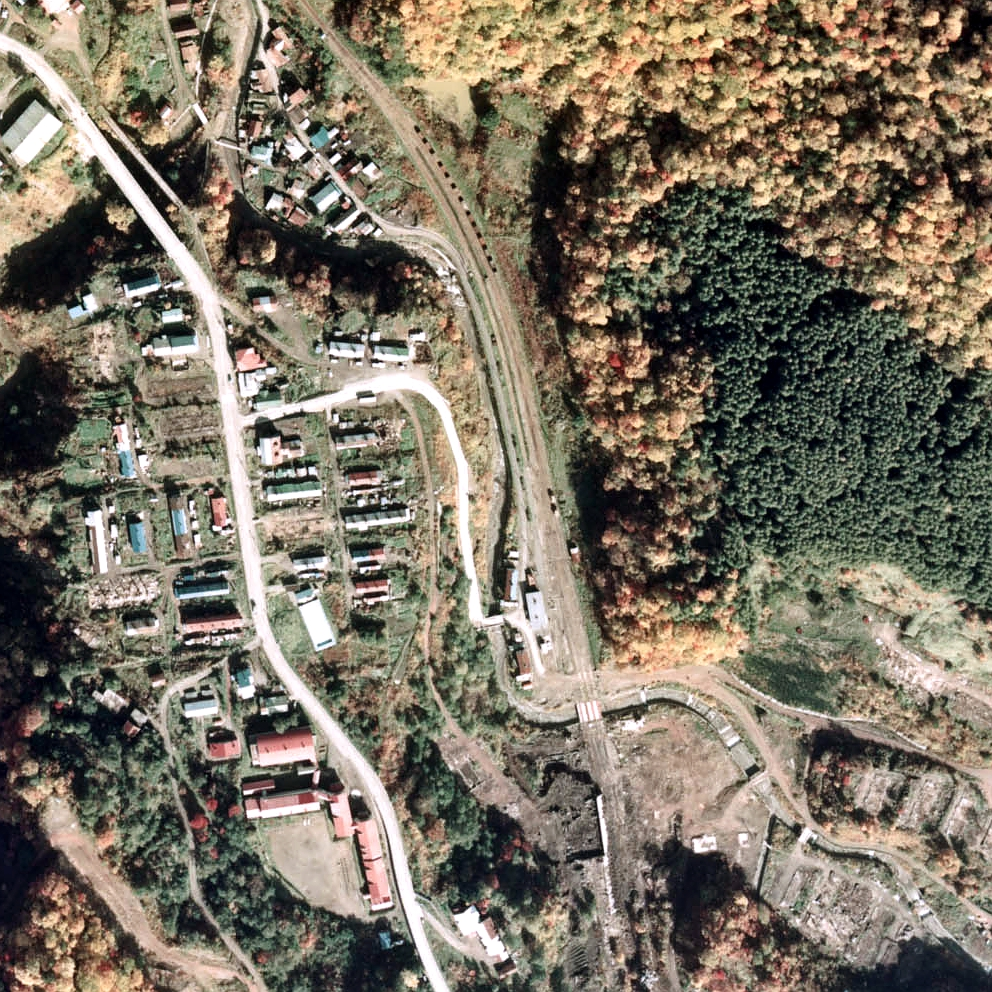
1976年的萬字炭山站與方圓500米範圍。上方是志文站方向。

萬字炭山站（日语：／ Manji-tanzan eki */?）是位於北海道岩見澤市栗澤町萬字曙町 ，日本國有鐵道（國鐵）的萬字線車站（廢站）。隨著萬字線全線廢線，車站在1985年（昭和60年）4月1日廢除。

## 歷史
- 1914年（大正3年）11月11日 - 國有鐵道萬字輕便線志文站至此站之間開通，此站啟用[2]。當時為一座貨運車站，運出來自萬字煤炭（日语：万字鉱山）的煤炭[2]。
- 1922年（大正11年）9月2日 - 路線名稱改為萬字線。
- 1924年（大正13年）9月1日 - 開設客運業務，開始處理行李[3]。成為一般車站。
- 1966年（昭和41年）8月 - 颱風吹襲此站，使車站大樓受到損毀[4]。
- 1967年（昭和42年）3月27日 - 翻新車站大樓。
- 1970年（昭和45年）8月17日 - 除了專用線到發的貨物以外，車站結束處理貨物[1]。
- 1978年（昭和53年）
- 4月6日 - 結束處理行李[1]。
  - 5月1日 - 結束處理所有貨物[5]。同時成為無人車站[6]（簡易委託化）。
- 1985年（昭和60年）4月1日 - 萬字線全線廢除，此站也廢除[1]。
- 2013年（平成25年）6月1日 - 遺留下來的車站大樓被拆毀。

## 車站構造
截至車站廢除前，此站是地面車站，設有1面1線的單式月台。月台位於路軌西邊（萬字炭山方向的列車會開啟右邊車門）。此站沒有轉轍器。曾經由於站內鄰接煤礦，因此設有許多側線，在廢除貨運列車後，站內有很大空間被荒廢。原本此站設有1面2線的島式月台。車站大樓與月台之間有一段距離。
此站是無人車站（簡易委託車站）。在有人車站的時代還有車站大樓，板岩製的大樓曾經進行翻新，成為一座較為近代的建築物。車票於大樓內可購買。大樓位於站內南方。此站設置了車站紀念章。

## 站名的由來
車站名稱取自附近的煤礦名（萬字煤礦）。

## 使用狀況
- 在1981年度，1日上下車人次為6人[7]。

## 車站周邊
車站周邊都是被山圍繞，車站位於低地。
- 北海道道38號夕張岩見澤線（日语：北海道道38号夕張岩見沢線）
- 岩見澤市政廳（日语：岩見沢市役所）萬字連絡所
- 奧萬字溫泉 - 車站南方約2公里處[4]。在2006年結業。
- 岩見澤市營巴士「萬字壽町回轉所」巴士站

## 現況
截至1999年（平成11年），車站大樓賣給一般人，並變成一座住宅。月台還存在。截至2011年變成山莊。在2013年6月拆毀。與美流渡站一樣，於車站大樓較遠離的位置了站名牌和紀念碑。
此外，車站後方的萬字煤礦遺址建設了萬字森林公園。截至1999年（平成11年），料斗還可隱約在公園內看到。

## 相鄰車站
日本國有鐵道
萬字線
萬字－萬字炭山

## 注腳
1. 1 2 3 4 5  石野哲（編）. . JTB. 1998: 861. ISBN 978-4-533-02980-6 （日语）.
2. 1 2  《官報》 1914年11月04日　鉄道院告示第102号 （页面存档备份，存于）（國立國會圖書館數碼化收藏）
3. ↑  《官報》 1924年08月16日　鉄道省告示第147号 （页面存档备份，存于）（國立國會圖書館數碼化收藏）
4. 1 2  書籍《終着駅 国鉄全132》（雄雞社，1980年10月發行）49頁。
5. ↑  . 官報. 1978-04-06 （日语）.
6. ↑  . 鐵道公報 (日本國有鐵道總裁室文書課). 1978-04-06: 2 （日语）.
7. 1 2 3  書籍《国鉄全線各駅停車1 北海道690駅》（小學館，1983年7月發行）70頁。
8. 1 2  書籍《廃線終着駅を訊ねる 国鉄・JR編》（著：三宅俊彥，JTB出版，2010年4月發行）26頁。
9. ↑  《昭和の終着駅 北海道編》（交通新聞社）p.78-81
10. 1 2  書籍《鉄道廃線跡を歩くVII》（JTB出版，2000年1月發行）60-61頁。
11. 1 2  書籍《北海道の鉄道廃線跡》（著：本久公洋，北海道新聞社，2011年9月發行）28頁。